# Divinylsulfon
Divinylsulfon ist ein Kupplungsreagenz aus der Gruppe der Vinylsulfone. Es wird zur Quervernetzung von Peptiden verwendet. Weiterhin wird es zur Immobilisierung von Peptiden an Kieselsäure eingesetzt.